# Caffè Molinari
La Caffè Molinari S.p.A. è un'azienda italiana ma di proprietà  tedesca: nel gennaio 2022 è stata ceduta dalla famiglia Molinari alla Tchibo Holding di Amburgo. Trattasi della più antica torrefazione di caffè essendo sorta a Modena nel 1804.

## Storia
Il 6 giugno 1804 Giuseppe Molinari aprì il primo negozio di generi alimentari, seguito nel 1822 da una salumeria situata in piazza Grande.
Grazie al figlio Giovanni, l'azienda inizia a commercializzare in tutto il mondo i prodotti tipici modenesi (aceto balsamico, cotechino e zampone), fino all'esposizione universale di Parigi del 1876, dove tali prodotti ottengono diversi premi. Nel 1880 la ditta Fratelli Molinari diventa fornitrice ufficiale di Casa Savoia, mentre l'aceto balsamico Molinari vince numerosi premi internazionali. Alla morte di Giovanni, i figli Achille e Giuseppe aprono un salumificio industriale.
Bisogna attendere il 1911 per assistere alla nascita di un'attività direttamente correlata alla vendita del caffè. In quell'anno, infatti, la famiglia decise di aprire il Bar Molinari in un locale in Via Emilia. 
A partire dal 1944, la ditta cambiò nome in "Caffè Molinari" e fu aperta una torrefazione autonoma, che aveva inizialmente sede nel centro storico, e che fu poi trasferita nel 1972 nella sede di via Fanti. Ne derivò un lungo periodo di crescita commerciale che data il logo dell'azienda, creato nel 1977. Nel 1991, si iniziò a rivolgere lo sguardo al mercato internazionale, con le prime esportazioni dirette in Grecia; ad oggi commercia in 60 Paesi del mondo, in tutti i continenti.
Attualmente Caffè Molinari svolge la sua attività di torrefazione a Modena nella sede di via Francia, producendo oltre 11 tonnellate di caffè tostato al giorno, in 86 diverse miscele.

## Brevetti, ricerca ed innovazione
A partire dal 2000, l'azienda ha cominciato a collaborare con il Dipartimento di Chimica dell'Università degli Studi di Modena e Reggio Emilia in un progetto di studio sulla composizione chimica dell'aroma del caffè, al fine di sviluppare nuovi metodi per la conservazione di questo prodotto. L'aroma caratteristico del caffè, che costituisce fra l'altro uno dei criteri fondamentali di giudizio e di valutazione qualitativa del prodotto finito, dipende infatti dai gas che il chicco appena tostato emette. Tali gas risultano estremamente volatili, e quindi destinati a essere persi durante il periodo di maturazione del caffè, ben prima della sua consumazione. Tuttavia, se si utilizza un imballo che permetta di mantenere i gas emessi all'interno della confezione stessa, per effetto della pressione che si viene a creare, l'emissione di gas viene dapprima rallentata e successivamente bloccata, per riprendere all'apertura della confezione stessa. In altre parole, l'impiego di confezioni pressurizzate garantisce la conservazione dell'aroma del caffè, con ricadute positive al momento della consumazione.
I risultati, presentati al convegno sulle "Ricerche e innovazioni nell'industria alimentare" tenutosi a Cernobbio nel 2000, hanno portato allo sviluppo del barattolo “5 stelle”.

## Solidarietà
Nel 2013 l'azienda ha annunciato il lancio del progetto “Caffè Molinari loves Emilia”, in collaborazione con il comune di Finale Emilia, allo scopo di raccogliere fondi per la ricostruzione della Torre dei Modenesi, andata quasi completamente distrutta in seguito al terremoto dell'Emilia del 2012. L'iniziativa prevedeva la realizzazione di una tazzina in tiratura limitata acquistabile dal 15 novembre 2013 al 30 aprile 2014; i proventi ottenuti dalla vendita di tali tazzine sarebbero stati interamente devoluti al comune di Finale per il restauro del monumento.
Alla chiusura dell'iniziativa, il numero totale di vendite ha raggiunto le 6300 tazzine singole e i 981 set da sei tazzine, per una donazione complessiva di circa 20.000 euro.